# سیارک ۱۰۰۰۴۷
سیارک ۱۰۰۰۴۷ (به انگلیسی: 100047 Leobaeck، نامگذاری:1991TU6) صد هزار و چهل و هفتمین سیارک کشف شده‌است که در ۲ اکتبر ۱۹۹۱ کشف شد.